# VRT

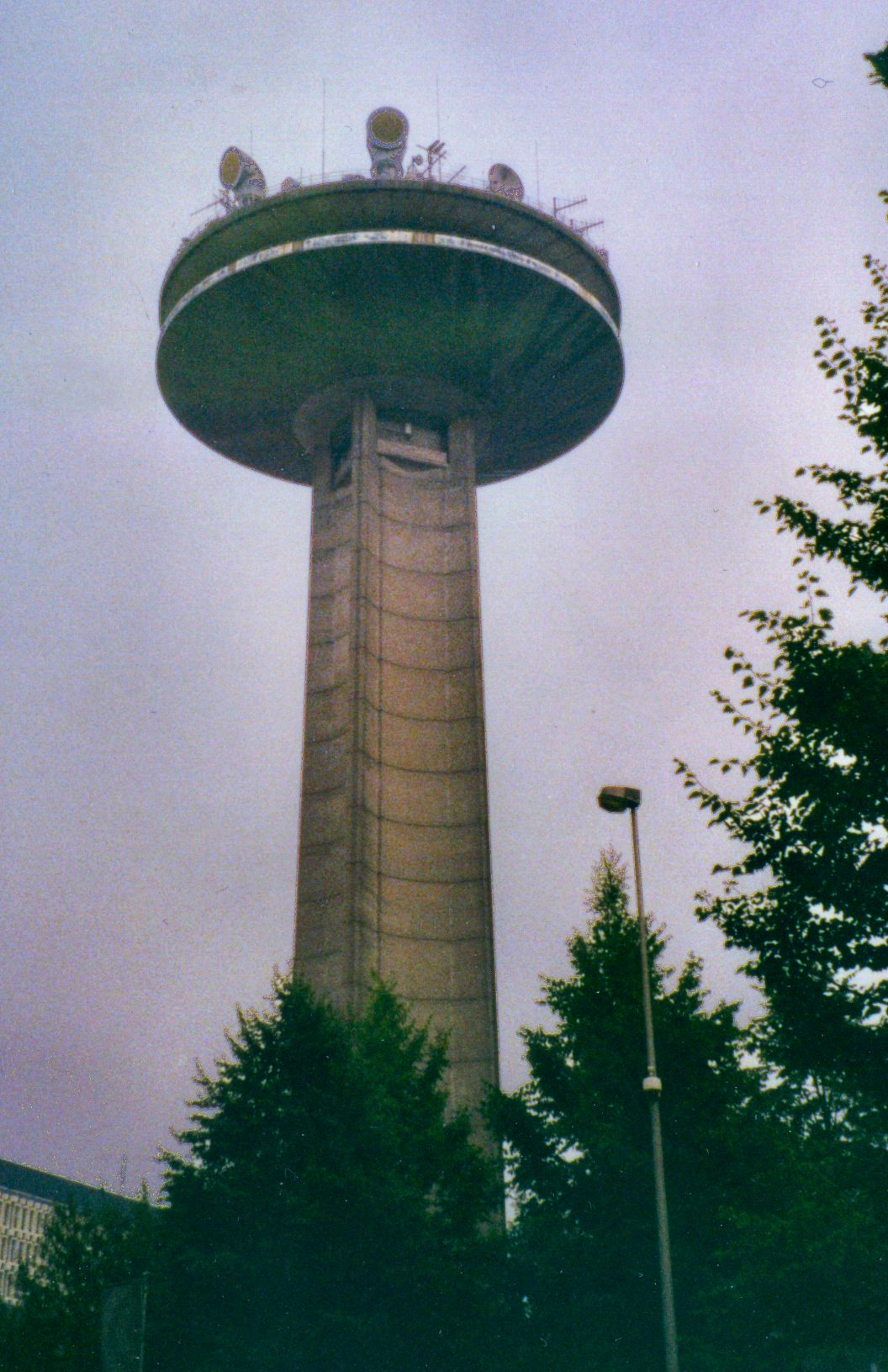
Reyers Tower — телебашня у штаб-квартиры VRT/RTBF в Брюсселе.

Фламандская организация радио и телевизионного вещания (Vlaamse Radio- en Televisieomroeporganisatie, VRT) — вещательная организация Фламандского сообщества Бельгии в форме государственного учреждения.

## История

### Бельгийское общество радиоэлектрики (1923—1930)
В 1923 г. Бельгийское общество радиоэлектрики на средних волнах запустили радиоканал «Радио Брюссель» (Radio Bruxelles), через год переименованный в «Радио Бельгия» (Radio Belgique).

### INR (1930—1960)
18 июня 1930 г. был создан в форме государственного учреждения Национальный институт радиовещания, вошедший в IBU, которому перешла Radio Belgique, позднее разделённая на франкоязычную Brussel I и нидерландскоязычную Brussel II. После немецкой оккупации Бельгии в 1944 году оккупационные власти Рейхскомиссариата Бельгия и Северная Франция запустили через передатчики Brussel I и Brussel II франкоязычную радиостанцию Radio Bruxelles и нидерландско-язычную радиостанцию Zender Brussel, в противовес им Сопротивление под крышей BBC на коротких волнах запустили радиостанцию Radio Belgique. В 1944 году после освобождения Бельгии Brussel I и Brussel II возобновили своё вещание. В 1946 году INR вышел из IBU и совместно с рядом общественных и государственных радиокомпаний стала учредителем OIRT. В 1947 г. INR на средних волнах запустило радиостанцию позже получившую название VRT Radio 2, Радио Бельгия позднее стало называться VRT Radio 1. В 1950 году INR вышел из OIRT и совместно с членами IBU и другими радиокомпаниями, вышедшими из OIRT, стала учредителем EBU. В 1953 г. INR запустил одноимённый телеканал.

### BRT (1960—1991)
В 1960 году INR был разделён на RTB и BRT (Belgische Radio- en Televisieomroep — Фонд бельгийского радио и телевидения), аналогичное название получил канал начавший вещание во Фландрии на частоте INR TV. В 1961 году BRT запустил радиостанцию позже получившую название VRT Radio 3. В 1971 году передан Фламандскому сообществу Бельгии. 26 апреля 1977 года BRT запустил телеканал BRT 2, телеканал BRT получил название BRT 1. 1 апреля 1983 года BRT запустила радиостанцию Studio Brussel.

### BRTN (1991—1998)
В 1991 году BRT было переименовано в BRTN (Belgische Radio- en Televisieomroep Nederlandstalige Uitzendingen — «Нидерландско-язычные передачи Бельгийского радио и телевидения»), телеканалы стали называться BRTN TV1 и BRTN TV2. В 1997 году BRTN TV2 был переименован в Canvas, одновременно через спутниковое и кабельное телевидение был запущен телеканал Ketnet.

### VRT (с 1998 года)
В 1998 году BRTN было переименовано в VRT. В 2000 году VRT Radio 3 было переименовано в Klara. В 2001 году был отменён налог на телевизоры и радиоприёмники, VRT стала финансироваться за ассигнований правительства и рекламы. 5 января 2009 года VRT запустил радиостанцию MNM. 31 декабря 2011 году была закрыта международная радиостанция Radio Vlaanderen Internationaal. В 2015 году на «Één» были отменены дикторы.

## Телеканалы и радиостанции

### Региональные телеканалы общей тематики
- Één (прежнее название: VRT TV1) — информационно-развлекательный
  - Het Journaal — информационная программа
- Canvas — развлекательно-информационный, большое внимание уделяется культуре, истории, документалистике

Доступны во всех районах Фландрии через эфирное (цифровое (DVB-T) на ДМВ, ранее — аналоговое (PAL) на МВ и ДМВ) (в большинстве населённых пунктов Фландрии на 1 и 2 телеканале), кабельное, спутниковое телевидение (цифровое (DVB-S) на СМВ, ранее — аналоговое (PAL) на СМВ) (в большинстве стран Европы), IPTV и Интернет.

### Тематические региональные телеканалы
- Ketnet — детский

Доступен во всех районах Фландрии через эфирное (цифровое (DVB-T) на ДМВ), кабельное, спутниковое телевидение и IPTV и Интернет.

### Международные телеканалы
- BVN (сокр. от Beste van Vlaanderen in Nederland) — международный голландскоязычный спутниковый телеканал, производится в сотрудничестве с нидерландской телевизионной организацией NPO.

Доступен во всём мире через спутниковое телевидение.

### Региональные радиостанции общей тематики
- Radio 1 — общая
- Radio 2 — музыкальная
- Klara — культура
- Studio Brussel — молодёжная
- MNM — музыкальная

Доступны во всех районах Фландрии через эфирное радиовещание (цифровое (DAB) на МВ и аналоговое на УКВ CCIR, Radio 1 и Radio 2 ранее на СВ), эфирное, кабельное, спутниковое телевидение, IPTV и Интернет.

### Тематические региональные радиостанции
- Klara continuo
- Nieuws+
- MNM Hits

Доступны во всех районах Фландрии через эфирное радиовещание (цифровое (DAB) на ДМВ) и Интернет.

## Управление и финансирование
Высший орган — Совет директоров (raad van bestuur), избираемый Фламандским Парламентом, высшее должностное лицо — Генеральный директор (Gedelegeerd bestuurders). Финансируется за счёт ассигнований государственных органов и рекламы. Вещание идёт на нидерландском языке. Её аналоги для франкоязычного и немецкоязычного сообществ Бельгии — RTBF и BRF.